# Fant (släkt)
Fant är ett svenskt efternamn, som bärs av en svensk släkt, ursprungligen stammande från Finland och känd sedan 1500-talet. Den 31 december 2012 var det 260 personer i Sverige med efternamnet Fant.
Släktnamnet antogs av rådmannen i Vasa Mikael Fant, efter Fantas gård i Österbotten. Under Stora nordiska kriget överflyttade dennes sonsons son Michael Fant den äldre (1676–1746) till Sverige, där han blev prost i Alfta.
Dennes söner var hovpredikanten och kyrkoherde i Eskilstuna Michael Fant den yngre och riksdagsmannen, teologie doktorn och kyrkoherden i Leksands socken Johan Michael Fant.

## Personer med efternamnet Fant
- Andreas Michael Fant (1763–1813), pedagog och teolog
- Carl Johan Fant (1798–1875), biblioteksman
- Carl Johan Michael Fant (1851–1915), pedagog och filologisk författare
- Christer Fant (född 1953), skådespelare
- Claes-Göran Fant (född 1951), generallöjtnant
- Eric Michael Fant (1754–1817), historiker och teolog
- Erik Fant (1889–1954), arkitekt
- Fred Fant (1907–1999), jurist och direktör
- Fredrik Fant (1852–1921), fångvårdsman och pedagog
- Georg Fredric Fant (1768–1823), historiker och teolog
- George Fant (1916–1998), skådespelare
- Gunnar Fant, förgreningssida
  - Gunnar Fant (1879–1967), jurist och borgmästare
  - Gunnar Fant (1919–2009), lingvist, ingenjör och professor
- Göran Fant (1939–2017), författare, musik- och litteraturvetare
- Johan Eric Fant (1815–1869), kyrkoherde och författare
- Johan Michael Fant (1735–1813), präst
- Kenne Fant (1923–2016), skådespelare, regissör och författare
- Maj Fant, född Lindberg (1930–1995), socionom, författare och journalist
- Mikael Fant, förgreningssida
  - Michael Fant (1718–1754), präst
  - Michael Fant (1928–1967) skådespelare
  - Mikael Fant (född 1971), författare
- Stina Fant, född Nordwall (1898–1992), konstnär